# Giuseppe Ricciotti
Giuseppe Ricciotti (n. 27 februarie 1890, Roma, Regatul Italiei – d. 22 ianuarie 1964, Roma, Italia) a fost un preot, un savant biblic și arheolog italian. Ricciotti este cunoscut pentru sa Istoria din Israel, în două volume (1932-1934), și pentru sa Viața lui Isus Hristos precum și numeroasele sale traduceri și comentarii de texte biblice.